# Морина
Мори́на (лат. Morina) — род двудольных цветковых растений, включённый в подсемейство Мориновые (Morinoideae) семейства Жимолостные (Caprifoliaceae). Типовой род подсемейства.

## Название
Научное название рода, Morina, было перенято Карлом Линнеем в 1753 году у Ж. Питтона де Турнефора, в 1703 году назвавшего это растение в честь Луи Морена (1635—1715), естествоиспытателя, работника Парижского ботанического сада, ведшего метеорологические записи на протяжении 48 лет.

## Ботаническое описание
Представители рода — многолетние травянистые растения с утолщёнными корнями и простым, в нижней части деревянистым стеблем.
Листья расположенные в мутовках по 2—6, в очертании линейные или продолговато-ланцетовидные, перисто-рассечённые или зубчатые, лишь у некоторых видов цельные. У многих видов край листьев покрыт колючками.
Цветки собраны в больших количествах в ложные мутовки в пазухах верхних листьев. Каждый цветок на короткой цветоножке, отделён от других колючей плёнчатой трубчатой обёрткой. Чашечка колокольчатая, зубчатая. Венчик с изогнутой трубкой, двугубый, верхняя губа разделена на две лопасти, а нижняя — на три. Окраска цветков жёлтая, белая, розовая, красная, сиреневая, нередко со временем темнеющая. Генеративные тычинки в количестве двух, также часто имеются две недоразвитые тычинки. Пестик длинный, с плоским рыльцем. Завязь нижняя, одногнёздная.
Плод — морщинистая цилиндрическая уплощённая семянка светло-коричневого цвета.

## Ареал
Большая часть видов рода произрастает в Восточной и Центральной Азии, в Гималаях. Западная граница ареала рода — Греция и Турция, восточная — Сычуань и Юньнань. Типовой вид, морина персидская, распространён в Малой Азии, на Балканском полуострове, также в Курдистане.

## Значение
Некоторые виды морины могут использоваться как декоративные садовые растения. Таковы морина персидская, морина коканская, морина Лемана и Morina longifolia. Растения солнцелюбивы, требуют регулярного полива. Размножаются делением куста после цветения.

## Таксономия
|  |                         |  |                                          |                                          |                        |  | ещё 5 подсемейств, в том числе Ворсянковые |                  |                  |             |
|  |                         |  |                                          |                                          |                        |  |                                            |                  |                  | от 10 видов |
|  |                         |  |                                          | семейство Жимолостные                    |                        |  |                                            |                  | род Морина       |             |
|  |                         |  |                                          | семейство Жимолостные                    |                        |  |                                            |                  | род Морина       |             |
|  | порядок Ворсянкоцветные |  |                                          |                                          | подсемейство Мориновые |  |                                            |                  |                  |             |
|  | порядок Ворсянкоцветные |  |                                          |                                          |                        |  |                                            |                  |                  |             |
|  |                         |  | семейство Адоксовые (по Системе APG III) | семейство Адоксовые (по Системе APG III) |                        |  |                                            | род Acanthocalyx | род Acanthocalyx |             |
|  |                         |  |                                          | семейство Адоксовые (по Системе APG III) |                        |  |                                            |                  | род Acanthocalyx |             |

### Синонимы
- Asaphes Spreng., 1827, nom. illeg.
- Cryptothladia (Bunge) M.J.Cannon, 1984
- Diototheca Vaill., 1722, nom. inval.

### Виды
Полный список действительных видовых названий, опубликованных в литературе:
- Morina alba Hand.-Mazz., 1925 = Acanthocalyx alba
- Morina aucheri Jaub. & Spach, 1854 = Morina persica
- Morina betonicoides Benth., 1873 = Acanthocalyx nepalensis
- Morina bracteata C.Y.Cheng & H.B.Chen, 1991
- Morina breviflora Edgew., 1846 = Morina coulteriana
- Morina bulleyana Forrest & Diels, 1912 = Acanthocalyx nepalensis
- Morina chinensis (Batalin ex Diels) Y.Y.Pai, 1938
- Morina chlorantha Diels, 1912
- Morina coulteriana Royle, 1835 — Морина Лемана
- Morina delavayi Franch., 1885 = Acanthocalyx nepalensis
- Morina elegans Fisch. & Avé-Lall., 1842 = Morina longifolia
- Morina graeca Jaub. & Spach, 1854 = Morina persica
- Morina kokanica Regel, 1867 — Морина кокандская
- Morina kokonorica Hao, 1936
- Morina lehmanniana Bunge, 1852 = Morina coulteriana
- Morina leucoblephara Hand.-Mazz., 1925 = Acanthocalyx alba
- Morina longifolia Wall., 1829
- Morina lorifolia C.Y.Cheng & H.B.Chen, 1991
- Morina ludlowii (M.J.Cannon) D.Y.Hong, 2010
- Morina nana Wall., 1829 = Acanthocalyx nepalensis
- Morina nepalensis D.Don, 1825 = Acanthocalyx nepalensis
- Morina orientalis Mill., 1768, nom. superfl. = Morina persica
- Morina parviflora Kar. & Kir., 1842 — Морина мелкоцветковая
- Morina persica L., 1753 — Морина персидская
- Morina polyphylla Wall., 1829
- Morina subinermis Boiss., 1859 = Morina persica
- Morina tournefortii Jaub. & Spach, 1854 = Morina persica
- Morina verticillata Moench, 1802, nom. superfl. = Morina persica
- Morina wallichiana Royle, 1835 = Morina persica